# Dermestes erichsoni
Dermestes erichsoni is een keversoort uit de familie spektorren (Dermestidae). De wetenschappelijke naam van de soort werd in 1904 gepubliceerd door Ludwig Ganglbauer.